# Gerhart Isler
Gerhart Isler (* 1949) ist ein Schweizer Publizist und Politiker. Er war langjähriger Herausgeber der Schweizer Börsenzeitung Finanz und Wirtschaft (FuW). Der Sohn des Juristen, Bankkaufmanns und Verlegers Alfred Isler (1922–1988), welcher 1949 mit seiner Familie praktisch mittellos aus Frankfurt in seine Heimatgemeinde Wädenswil zurückgekehrt war, studierte Wirtschaftswissenschaften an der Universität Zürich. 1976 trat er in den familieneigenen Verlag Finanz und Wirtschaft ein, wo er 1986 Verlagsdirektor wurde und 1989, nach dem Tod seines Vaters, Verleger der FuW. Am 1. Januar 2000 verkaufte Gerhart Isler die FuW dem Tamedia-Konzern und trat Ende 2004 ganz aus dem Verlag zurück. 
Seit 1991 wohnt Gerhart Isler mit seiner Familie in Bergdietikon, wo er von 2010 bis 2017 im Gemeinderat das Bürger-Forum (BFD) vertrat. 2010 war er in stiller Wahl zum Gemeindeammann (Gemeindepräsidenten) gewählt worden.